# Египт
Египт (стгрч. Αἴγυπτος []) у грчкој је митологији био епонимни херој Египта.

## Митологија
Био је Белов и Анхинојин (или Ахиројин) или Нилов и Мемфидин син и Данајев брат близанац. (Еурипид је као његову браћу наводио и Кефеја и Финеја.) Њихов отац је био владар афричких земаља, те је Египт наследио престо Арабије, а Данај Либије. Касније је Египт освојио земљу Меламподида („Црноногих“) и назвао ју је својим именом. Египт је имао педесет синова (Египтида), а Данај педесет кћерки (Данаида). Данај се плашио свог брата и његових синова и са кћеркама је побегао у Арголиду. Тамо су га пронашли Египтиди, али са жељом да се измире са стрицем. Зато су испросили његових педесет кћерки. Данај је пристао да им их да, али је кћеркама наредио да прве брачне ноћи поубијају своје мужеве, што су оне и учиниле. Само је Хипермнестра поштедела живот свом мужу Линкеју. Египт је тада са војском кренуо на Арг, како би осветио смрт својих синова, али га је у томе спречио Линкеј и измирио оца и стрица. Хигинова прича је делимично другачија. Према његовим наводима, Египт је ковао план да убије брата и његове кћерке, како би се домогао његових поседа. Зато је и послао синове у Арг са наредбом да се не враћају док не убију стрица. Они су опседали град и када је Данај увидео да неће моћи да се спасе војном силом, понудио је своје кћерке, које су поубијале своје мужеве прве брачне ноћи. Према традицији у Патри у Ахаји, Египт је, плашећи се брата, пребегао у Ароју, где је и умро од жалости за својим синовима. Паусанија је навео да је у Серапидином храму у Патри постојао Египтов споменик.
Према Аполодору, један од Египтових синова је носио име свог оца. Био је ожењен Данаидом Диоксипом. Његова мајка је била Горго. Према Хигину, његова супруга је била Данаида Поликсена.